# The Iron Test

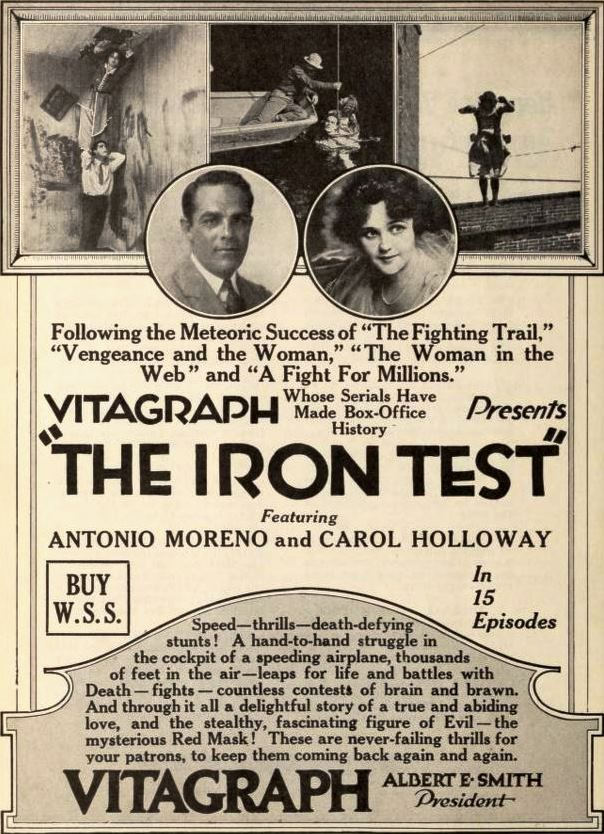
Anúncio do seriado.

The Iron Test é um seriado estadunidense de 1918, dirigido por Robert N. Bradbury e Paul Hurst, categoria ação e aventura, em 15 capítulos, estrelado por Antonio Moreno e Carol Holloway. O seriado veiculou nos cinemas dos Estados Unidos entre 21 de outubro de 1918 e 27 de janeiro de 1919.
Este seriado é considerado perdido.

## Elenco
- Antonio Moreno	 ...	Albert Beresford
- Carol Holloway	 ...	Edith Paige
- Barney Furey	 ...	Lewis Craven
- Chet Ryan	 ...	Pesky Flynn
- Frank Jonasson	 ...	Morgan Jenkins
- Jack Hoxie
- Charles Rich
- Jack Waltemeyer
- Neal Hart
- Kate Price

## Capítulos
1. The Ring of Fire
2. The Van of Disaster
3. The Blade of Hate
4. The Noose
5. The Tide of Death
6. Fiery Fate
7. The Whirling Trap
8. The Man Eater
9. The Pit of Lost Hope
10. In the Coils
11. The Red Mask's Prey
12. The Span of Terror
13. Hanging Peril
14. Desperate Odds
15. Riding with Death